# 民視無線台
民視無線台是民間全民電視公司的主頻道兼綜合台，1997年6月11日開播。也是繼台視、中視、華視、華視教育體育文化台之後，在台灣開播的第五個無線電視頻道，定頻在有線電視為6頻道（中部為第5頻道）。

## 歷史
民視無線台於1997年6月11日開播，在當時無線電視定頻為第5頻道（76MHz~82MHz），位在第一波段（Band I），由於在此之前老三台的頻道位置屬於VHF的第三波段（Band III）（台視在第7頻道，中視在第9頻道，華視在第11頻道），故當時要收看民視時須使用指定的天線接收方能收看。
民視無線台最長壽的節目是依據廖風德原作小說《隔壁親家》改編的。晚間電視劇《親戚不計較》，1999年12月20日開播，於2006年5月12日播出完結篇，在2341天中總計播了2248集。
在台灣無線六台（台視、中視、華視、民視、公視、原視）的主頻道之中，只有民視無線台是以「無線台」三字作為官方名稱，中視、華視、公視的主頻道皆無官方名稱。目前無線數位電視EPG顯示的頻道名稱為「民視」。
2012年6月30日中午起，無線電視數位化後定頻於28頻道。
2014年12月29日早上6時起，部分有HD製播的節目開始以16:9的畫面比例播出。2015年6月1日，畫面比例全面更改為16:9，並正式輸出高畫質訊號。6月3日，數位有線電視系統陸續升級為HD高畫質播出，而無線數位電視因訊號頻寬的關係，以16:9規格標準畫質訊號來播出，是當時七家無線電視台中唯一尚未在無線電視服務中升級為HD高畫質的主頻道。
2016年8月1日早上起，民視無線台頻道標誌做出調整，無線台頻道字體放大，台徽縮小至字體同樣高度，並在民視字體右側加上「HD」字樣（僅限數位有線電視、MOD等以高畫質播出的場合，非高畫質播出的場合（如類比有線、無線數位）則無HD字樣）。
2018年3月26日凌晨3點起，無線數位電視的民視無線台升級為高畫質（HD）播出，是所有七家無線台中第七個主頻道採用高畫質訊號播出的無線台。
2022年9月8日凌晨2點起，因CH7公視新增TAIWAN PLUS頻道，原數位頻道CH7，改為CH8頻道播出。
2025年，民視獲得世壯運（雙北世界壯年運動會）轉播權，於5月17日起在民視無線台與民視台灣台播出

## 節目

### 新聞
- 民視台語晨間新聞（與新聞台聯播）（週一至週日05:59-06:59）
- 民視晨間新聞（與新聞台聯播）（週一至週日06:59-07:59）
- 民視無線午間新聞（週一至週日11:58-12:28）
- 民視晚間新聞（週一至週五18:59-19:59，週六18:58-20:00，週日17:58-19:00）

### 資訊
- 消費高手
- 美鳳有約
- 活力天天樂
- 醫學大聯盟（週一至週二22:15-23:16）
- 姊妹亮起來（週三至週四22:15-23:16）
- 元氣加油站

### 綜藝
- 綜藝新時代（週五22:15-23:16）
- 綜藝大集合（週日20:00-22:01）
- 豬哥亮經典秀 (週日19:00-20:00）
- 超級冰冰Show （週六20:00-22:00）

### 體育
《2025雙北世界壯年運動會》

### 戲劇
- 好運來 (台灣電視劇) (週一至週五19:59-22:15)
- 台灣傳奇（週日22:01-23:32）

### 跨年特別節目
- 《台南2015喜洋羊跨年晚會》
- 《2016台南心時代跨年晚會》
- 《2017台南心時代跨年晚會》
- 《2018台南心時代跨年晚會》
- 《愛‧Sharing 2019高雄夢時代跨年派對》
- 《2020愛在桃園幸福美好跨年晚會》
- 《2021跨百光年高雄跨年晚會》
- 《2022高雄跨年晚會-蓬萊場》
- 《2023高雄跨年亞灣未來市演唱會》
- 《2024高雄跨年晚會》
- 《2025台南好young跨年晚會》

### 元旦特別節目
- 《台灣的聲音新年音樂會》(2019~至今)

### 除夕特別節目
- 民視第一發發發 (2002~至今)

## 頻道標誌變遷

使用期間：2015年6月3日至今

## 外部連結
- 民間全民電視公司 （页面存档备份，存于）（繁體中文）
- 民視無線台1997年6月的廣告
- 006 民視 - 中華電信 MOD 網站 （页面存档备份，存于）